# Walter Mayer (Skilangläufer)
Walter Mayer (* 17. März 1957 in Hüttau) ist ein ehemaliger österreichischer Skilangläufer und Langlauftrainer. Seinen größten Erfolg als aktiver Sportler feierte er am 2. März 1980 mit dem Wasalauf-Sieg. Beim Wasalauf 1992 erreichte er den zweiten Platz. Seine Karriere als Trainer war von mehrfachen Doping-Skandalen überschattet.

## Werdegang
Nach seiner aktiven Karriere betreute er als Trainer die österreichische Langlaufmannschaft. Von 1996 bis 1999 führte er in seiner Funktion als Chef-Trainer die österreichischen Langläufer an die internationale Spitze, die mit dem Gewinn der Staffel-Goldmedaille bei der Nordischen Skiweltmeisterschaft 1999 in Ramsau am Dachstein ihren größten Erfolg erreichten. In seine Amtszeit als Chef-Trainer fielen neben mehreren Medaillengewinnen bei der Heim-Weltmeisterschaft auch die ersten Olympiamedaillen Österreichs im Langlauf durch Markus Gandler und Christian Hoffmann in Nagano 1998.

### Blutbeutelaffäre Salt Lake City 2002
Nach der Abreise der österreichischen Sportler aus Salt Lake City wurden im Haus der österreichischen Langläufer mehrere Spritzen und Blutbeutel gefunden, wodurch ein Dopingverdacht aufkam. Es wurde vermutet, dass Eigenblut entnommen, mit UV-Licht bestrahlt und dann wieder dem Athleten rückgeführt wurde. Dies konnte jedoch nicht bewiesen werden. Die tatsächliche Wirkung dieser Behandlungsmethode ist jedoch zweifelhaft. Die beiden Langläufer Achim Walcher und Mayers Sohn Marc wurden aufgrund dieses Verdachts nachträglich disqualifiziert, wobei alle erzielten Ergebnisse dieser zwei Sportler aus der Wertung genommen wurden. Diese so genannte „Blutbeutel-Affäre“ trug Walter Mayer einen vorerst lebenslangen Ausschluss von den Olympischen Spielen ein. Nach einem Protest Mayers wurde die Sperre jedoch reduziert und bis 2010 ausgesprochen.
Von der FIS wurde Walter Mayer lebenslang gesperrt. Gegen diese Sperre klagte jedoch Walter Mayer vor dem Arbeitsgericht Innsbruck, nachdem der Instanzengang bei der FIS ausgeschöpft war. Durch eine stattgegebene einstweilige Verfügung konnte Mayer 2004 wieder seiner Arbeit als Trainer beim ÖSV nachgehen. In erster Instanz wurde die FIS-Sperre im Jahr 2006 durch das Gericht aufgehoben. Die FIS hat jedoch gegen dieses Zivilurteil berufen, das gegenständliche Verfahren läuft noch.
2002 waren die Dopingvorschriften der FIS noch nicht so streng wie die des Internationalen Olympischen Komitees (IOC). Deswegen war die Eigenblutbehandlung im Gegensatz zu heute bei Veranstaltungen des IOC verboten, bei FIS-Bewerben 2002 jedoch noch erlaubt.

### Dopingkontrolle Turin 2006
Der Österreichische Skiverband unter Präsident Peter Schröcksnadel hielt weiterhin an Mayer fest, der bis zum 19. Februar 2006 als sportlicher Leiter für Langlauf und Berater für Biathlon im ÖSV weiterarbeiten durfte. Walter Mayer war auch der mutmaßliche Auslöser für eine Dopingkontrolle, die unter massivem italienischen Polizeieinsatz im Haus der österreichischen Langläufer und Biathleten bei den Olympischen Winterspielen 2006 am 18. Februar in Pragelato stattfand. Der Turiner Staatsanwalt Raffaele Guariniello erklärte, dass bei der Razzia über 100 Spritzen, 30 Schachteln mit Medikamenten und diverse Apparate für Bluttests und Transfusionen gefunden wurden. In der Nacht nach der Durchsuchungsaktion setzten sich die beiden österreichischen Biathleten Wolfgang Perner und Wolfgang Rottmann aus Italien ab. Bis dato hat die italienische Staatsanwaltschaft aber noch nicht Anklage erhoben. Für Walter Mayer und alle Verdächtigen gilt die Unschuldsvermutung.
Trotz Sperre hielt Walter Mayer sich in der Unterkunft der Mannschaft auf und übernachtete auch dort. Tags darauf versuchte er am Steuer eines ÖSV-Wagens sich einer Verkehrskontrolle in Kärnten zu entziehen. Beim Versuch, eine Straßensperre zu durchbrechen, verursachte er einen Unfall und wurde leicht verletzt. Mayer wurde wegen Widerstands gegen die Staatsgewalt, verschiedener Verkehrsdelikte und Lenken eines Fahrzeuges in alkoholisiertem Zustand auf freiem Fuß angezeigt. ÖSV-Präsident Peter Schröcksnadel entließ Mayer daraufhin fristlos. Das strafrechtliche Verfahren gegen Walter Mayer wurde jedoch im Jänner 2007 eingestellt, nachdem Gutachter Mayer zum Zeitpunkt der Tat für nicht zurechnungsfähig befanden.
Da sich Walter Mayer durch Aussagen von IOC-Präsident Jacques Rogge in den Medien und der Öffentlichkeit vorverurteilt sah, erhob Mayer gegen den IOC-Präsident Klage wegen übler Nachrede und Rufschädigung, zog jedoch seine Klage Anfang Februar 2007 zurück.
Relativ kurzfristig, nachdem Mayer den für Sport zuständigen österreichischen Verteidigungsminister Darabos öffentlich kritisierte, wurde er am 22. März 2009 fast zeitgleich mit einem Apotheker verhaftet. Über Mayer wurde am 25. März 2009 die Untersuchungshaft verhängt, als Gründe wurden Verdunkelungs- und Tatbegehungsgefahr angeführt. Ihnen wird vorgeworfen, in großem Maßstab mit den Dopingmitteln Erythropoetin und Testosteron gehandelt zu haben. Am 30. April 2009 wurde Mayer überraschend aus der Untersuchungshaft entlassen.
Am 29. April 2010 kam es zu einem Eklat, als Mayers Lebensgefährtin, die Marathonläuferin Eva-Maria Gradwohl, bei einem gemeinsamen Urlaub des Paars in Kroatien von Kontrolleuren der Nationalen Anti-Doping Agentur Austria (NADA) aufgesucht wurde, die zunächst von Mayer beschimpft wurden, bevor Gradwohl den anberaumten Dopingtest verweigerte. Mayer entschuldigte sich am 6. Mai für sein Verhalten und bescheinigte den Abgesandten der NADA korrektes Verhalten.

### Dopingprozess 2011
Die Staatsanwaltschaft Wien stellte im Februar 2011 gegen Mayer und vier Mitangeklagte Strafanträge wegen zahlreicher Verstöße gegen das österreichische Anti-Doping-Gesetz.
Am 17. August 2011 wurde Mayer am Landesgericht für Strafsachen Wien zu fünfzehn Monaten Haft verurteilt, davon (zunächst) zwölf Monate bedingt. Drei der Mitangeklagten wurden zu bedingten Haftstrafen verurteilt und nahmen die Urteile an, einer wurde freigesprochen. Das Wiener Oberlandesgericht wies die Nichtigkeitberufung Mayers gegen seine Verurteilung zurück, es wurde aber auch der (zunächst) unbedingte Teil der Strafe von drei Monaten bedingt nachgesehen.
Am 6. Juli 2012 wurden Mayer und der Präsident Peter Schröcksnadel von den erhobenen Dopingvorwürfen vor einem Gericht im italienischen Susa freigesprochen.
Von 2006 bis 2012 war die ehemalige österreichische Langstreckenläuferin Eva-Maria Gradwohl seine Lebensgefährtin.

### „Operation Aderlass“ 2019
Im Jänner 2020 erfolgte nach den im Rahmen der Ermittlungen zur bei der Nordischen Skiweltmeisterschaft 2019 durchgeführten Dopingrazzia („Operation Aderlass“) erneut eine Anzeige wegen Dopingvergehen und des Beitrags zum Sportbetrug. Im Juli 2020 wurde Mayer zu 15 Monaten bedingter Haft verurteilt.

## Tätigkeiten im ÖSV
- vor 1992: Mitglied des Wachsteams für die Weltmeisterschaft 1991 und die Olympischen Spiele 1992.
- 1992 bis 1993: Juniorentrainer
- 1994 bis 1996: Trainer Herren Langlauf
- 1996 bis 1999: Cheftrainer Langlauf
- 1999 bis 2003: Rennsportdirektor für Langlauf & Biathlon
- 2004 bis 2006: Sportlicher Leiter Langlauf

## Auszeichnungen (Auszug)
- 2001: Silbernes Ehrenzeichen für Verdienste um die Republik Österreich